# Hancock (Schiff, 1944)
Die USS Hancock (CV/CVA-19) war einer von insgesamt 24 Flugzeugträgern der Essex-Klasse. Sie wurde während des Zweiten Weltkriegs für die United States Navy gebaut.
Benannt ist das Schiff nach John Hancock, dem Präsidenten des zweiten Kontinentalkongresses und ersten Gouverneur von Massachusetts. Bereits 1775 gab es ein Schiff der Kontinentalarmee unter diesem Namen.
Das Schiff wurde seit 1944 im Pazifischen Ozean eingesetzt und führte dort während des Zweiten Weltkriegs verschiedene Operationen durch. Dabei erlangte es vier Service Stars. Nach dem Krieg wurde die Hancock modernisiert und spielte im Vietnamkrieg eine wichtige Rolle.
1975 wurde sie außer Dienst gestellt.

## Geschichte

### Entstehung
Am 26. Januar 1943 fand die Kiellegung statt. Das Schiff trug damals den Namen Ticonderoga und wurde von Bethlehem Steel in der Werft Fore River Shipyard in Quincy gebaut. Am 1. Mai 1943 wurde das Schiff in Hancock umbenannt. Hintergrund war, dass die Versicherungsgesellschaft John Hancock life insurance company Geld für den Bau des Schiffes gesammelt hatte. Die Schiffswerft in Quincy lag in der Nähe ihres Verwaltungssitzes.
Durch das Engagement der Versicherungsgesellschaft konnte das Schiff gebaut und das erste Jahr betrieben werden. Die kompletten Kosten konnten über die Spendenaktion gedeckt werden.
Am 24. Januar 1944 fand der Stapellauf statt. Die Hancock wurde von Juanita Gabriel-Ramsey, der Frau des Navy-Admirals DeWitt Clinton Ramsey, auf ihren Namen getauft. Die Hancock nahm am 15. April 1944 unter Kapitän Fred C. Dickey ihren Dienst bei der US Navy auf.

### Einsatz im Zweiten Weltkrieg

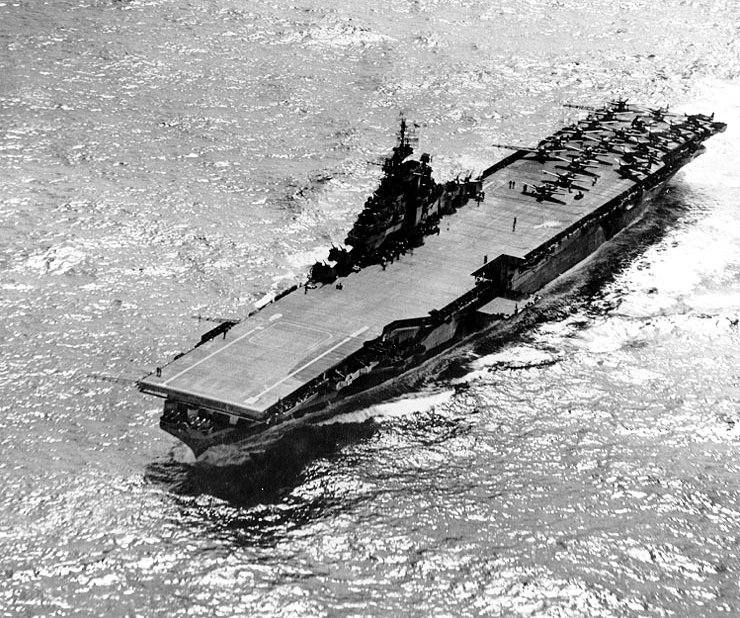
Die USS Hancock, Dezember 1944

Nachdem das Schiff am Boston Naval Shipyard ausgestattet wurde, führte es eine Trainingsoperation in Trinidad und Venezuela durch. Am 9. Juli 1944 kehrte es nach Boston für weitere Modifikationen zurück und lief am 31. Juli wieder aus. Über die Stationen Panamakanal, San Diego und Pearl Harbor schloss sich die Hancock am 5. Oktober 1944 der 3. Flotte der USA bei Ulithi an. Die 3. Flotte wurde damals von Fleet Admiral William F. Halsey kommandiert. Das Schiff war hier Teil der Task Group 38.2, welche von Admiral Gerald F. Bogan befehligt wurde.
In den folgenden Monaten operierte die Hancock vor der Küste der Philippinen und Japans und im Südchinesischen Meer. Die Missionen bezogen sich meistens auf das Zerstören von feindlichen Flugplätzen.
Am 10. Oktober 1944 zerstörten die Flugzeuge des Schiffes den Flughafen auf Okinawa und wenig später, am 12. Oktober, Flugplätze auf Formosa. Am 18. Oktober 1944 schickte die Hancock ihre Flugzeuge gegen Stellungen in den philippinischen Städten Laoag, Aparri und auf den Babuyan-Inseln. Am 23. Oktober 1944 wurde die TG 38.1 zu der Insel Samar geschickt, um dort Stellung gegen die japanische Flotte zu beziehen.
Am 25. November 1944 wurde die Hancock durch einen Kamikaze-Angriff beschädigt. Durch ungünstige Wetterverhältnisse konnte das feindliche Flugzeug erst 90 Meter neben dem Flugzeugträger zerstört werden. Das Schiff kehrte daraufhin am 27. November nach Ulithi zurück.
Am 21. Januar 1945 kam es in der Nähe von Taiwan zu einem Unfall, als ein gelandeter TBF Avenger Bomber über das Deck rollte und sich eine 500-Pfund (227-kg) Fliegerbombe aus seinem Bombenschacht löste und auf das Deck fiel, wo sie explodierte. 52 Seeleute und die drei Besatzungsmitglieder der TBF wurden getötet und 75 Seeleute verletzt. Die Schäden am Schiff waren jedoch schnell repariert und das Schiff konnte eine halbe Stunde nach dem Unglück wieder Flugzeuge aufnehmen.
Am 14. März 1945 lief die Task Force 58 von Ulithi aus und nahm Kurs in Richtung Kyūshū um aus etwa 100 Seemeilen Entfernung Flugzeuge zu starten, um die japanischen Häfen und Flugfelder anzugreifen, so dass diese später nicht zur Verteidigung der Insel Okinawa zur Verfügung stehen würden. Nachdem die Franklin bei einem Luftangriff schwer beschädigt wurde, setzte Admiral Ralph Davison auf die Hancock als neuem Flaggschiff über. Zwei feindliche Flugzeuge wurden von der Flugabwehr abgeschossen. Bis zum 29. März wurden rund 70 Kampfeinsätze durch Bomber der USS Hancock geflogen.

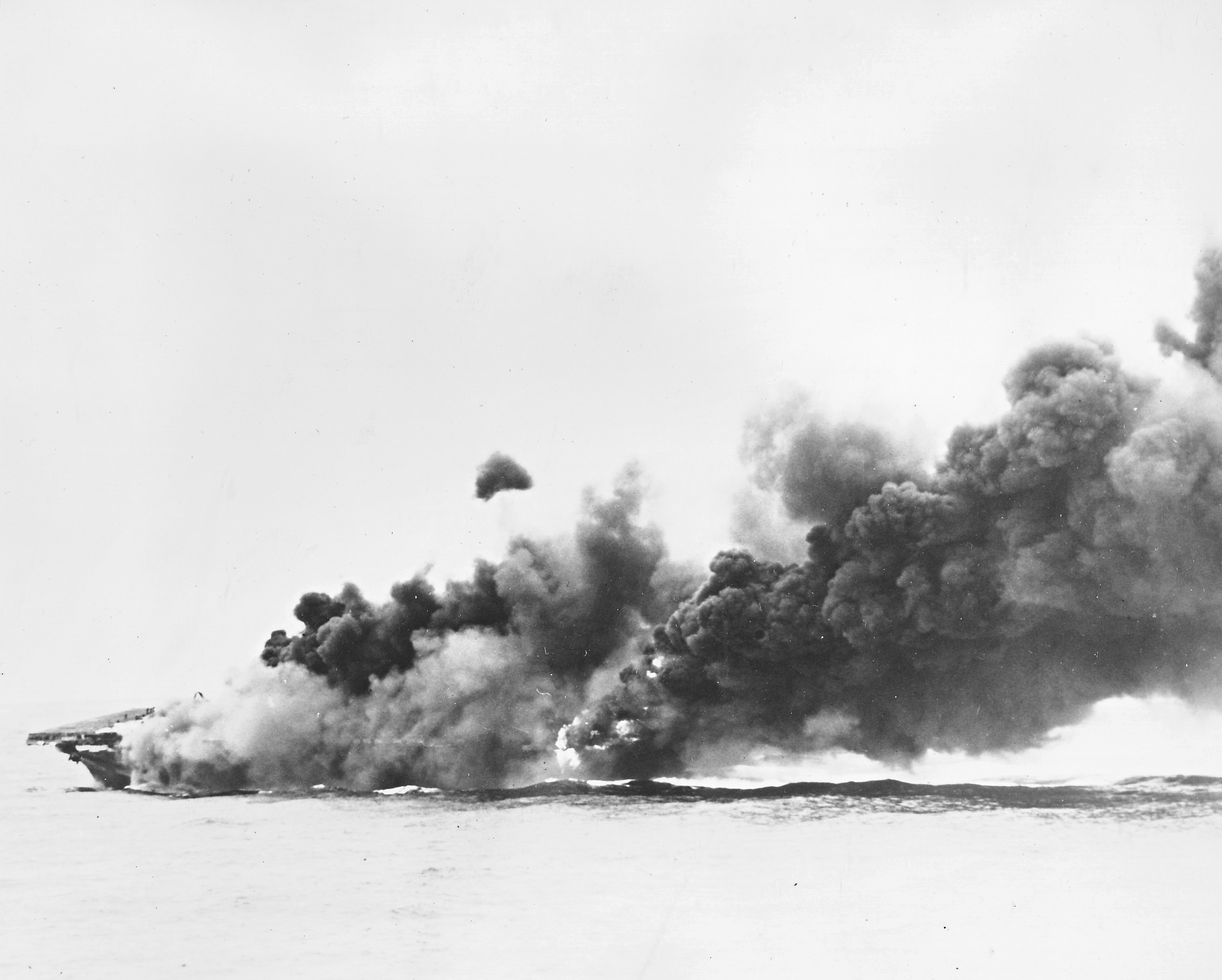
Die Hancock brennt nach dem Kamikazeangriff vom 7. April 1945

Am 1. April 1945 begannen amerikanische Truppen mit einer Landungsoperation auf der Insel Okinawa. Die Hancock gehörte während der Schlacht um Okinawa zur Deckungsgruppe, die Sicherungs- und Unterstützungsangriffe für die Landungstruppen flog. Am 7. April 1945 starteten die japanischen Streitkräfte eine kombinierte Luft- und Marineoperation, um die amerikanischen Schiffe zu versenken. Die Operation Ten-gō sollte die Flugzeuge der Träger durch einen Marineangriff binden, während zeitgleich Kamikazeflugzeuge die Schiffe angriffen. Dem Piloten einer Yokosuka D4Y gelang es dabei, das Abwehrfeuer zu durchbrechen. Seine Maschine schlug in flachem Winkel auf das Flugdeck am Bug auf, sein Propeller zerstörte das Backbord-Flugzeugkatapult, die mitgeführte 250-kg Fliegerbombe riss vom Flugzeug ab, durchschlug das Deck und explodierte im vorderen Flugzeughangar, wobei sie den vorderen Aufzug außer Funktion setzte. Das Wrack der D4Y rutschte über das Flugdeck in eine Gruppe parkender Flugzeuge an Deck, von denen drei sofort zerstört wurden und in Brand gerieten. Nach etwa einer Stunde waren die Feuer gelöscht, nach etwa vier Stunden war das Deck so weit in Stand gesetzt, dass wieder Flugzeuge landen konnten. 63 Seeleute waren getötet worden, 83 wurden verwundet. Da die Schäden keinen geregelten Startbetrieb mehr zuließen, wurde die Hancock für sechs Wochen zur Instandsetzung nach Pearl Harbor geschickt.
Anfang Juni 1945 flogen ihre Maschinen noch einmal Angriffe auf die japanische Garnison von Wake. Am 1. Juli setzte sich die Trägerkampfgruppe von Leyte in Richtung Japan in Marsch, wo ihre Flugzeuge zunächst Flugfelder bei Tokio und ab dem 13. Juli Ziele auf Hokkaidō angriffen. Sie trafen dabei Segelboote, kleine Frachter, Fähren, Dampflokomotiven und industrielle Anlagen. Gegen Monatsende griffen ihre Flugzeuge als Teil eines Großangriffs nochmals Kure an. Bei Kriegsende am 2. September 1945 flogen Flugzeuge der USS Hancock über der Kapitulationszeremonie auf der Missouri in der Bucht von Tokio.
Die USS Hancock wurde der Operation Magic Carpet zugewiesen und war in den folgenden Monaten mit dem Transport von Personal und Material aus dem pazifischen Raum zurück in die USA befasst.
Am 29. April 1946 wurde das Schiff in die USA zurückgeschickt. Es wurde der Reserveflotte in Bremerton, Washington, zugeordnet.

### Einsatz in der Pazifikflotte
Am 15. Dezember 1951 begann der Umbau zur Version SCB-27C in Puget Sound. Am 1. Oktober 1952 wurde sie als CVA-19 bezeichnet. Die Hancock wurde hier als erstes Schiff der US-Flotte mit einem dampfgetriebenen Flugzeugkatapult ausgestattet und konnte somit moderne Flugzeuge tragen. Am 15. Februar 1954 wurde sie unter Kapitän W. S. Butts wieder in Dienst gestellt.
Am 7. Mai 1954 fuhr die Hancock an der kalifornischen Küste entlang und begann mit den ersten Katapulttests.
Am 3. April 1956 fand auf der in San Diego vor Anker liegenden “Hancock” die “Milton Berle Show” statt, bei der Elvis Presley als Stargast das hauptsächlich aus Marinepersonal bestehende Publikum unterhielt.
Im April 1956 wurde sie außer Dienst gestellt und im November 1956 erneut in Dienst gestellt. Ab Januar 1977 wurde das Schiff abgebrochen.
Im Film Die durch die Hölle gehen ist ein kurzer Fernsehbeitrag mit der USS Hancock zu sehen.